# Run for Your Lives World Tour
Run for Your Lives World Tour – 26. trasa koncertowa grupy Iron Maiden, powiązana z obchodami 50-lecia istnienia brytyjskiej formacji. Tournee zostało zaplanowane jako niemal całkowicie stadionowe. Początek trasy europejskiej zaplanowany został na 27 maja 2025 r. w Budapeszcie, a całość zamykał koncert na warszawskim Stadionie Narodowym przypadający na 2 sierpnia. Trasa wiązała się z obchodami 50-tej rocznicy działalności grupy, bowiem Steve Harris założył zespół w grudniu 1975 roku. Złoty jubileusz formacji, sprawił iż przygotowano przekrojowy repertuar oparty na pierwszych dziewięciu albumach studyjnych, z uwzględnieniem najbardziej znanych przebojów jak i mniej oczywistych kompozycji. 
W ciągu wielu miesięcy poprzedzających koncerty, zbudowano również spektakularną oprawę wizualną, dzięki której doświadczenie koncertowe Iron Maiden przenosiło widzów na nowy poziom. Tournee okazało się najodważniejszym i najbardziej zaawansowanym technologicznie przedsięwzięciem spośród dotychczasowych. Zespół zrezygnował z tradycyjnej scenografii oraz elementów nadmuchiwanych na korzyść oprawy multimedialnej, stworzonej za pomocą siedmiu ekranów immersyjnych, zamontowanych na całej konstrukcji estrady. Aparatura oświetleniowa, pirotechniczna, efekty specjalne, rozbudowany podest sceniczny - były największymi w historii formacji. Oszałamiająca oprawa wizualna przyciągała konceptualnymi animacjami, klipami i filmami 3D, stworzonymi z wykorzystaniem możliwości AI, co przekładało się na w pełni realistyczny efekt końcowy. Była to pierwsza w historii grupy trasa, w ramach której użyto najnowocześniejszej technologii, dzięki której stworzono zupełnie nową jakość, zmieniającą reguły gry
Grupa zorganizowała głównie koncerty na stadionach sportowych i otwartym powietrzu, choć nie zabrakło kilku występów w arenach sportowych. Na rok 2026 zaplanowano koncerty w pozostałych rejonach świata. Trasie towarzyszyła książka zatytułowana "Iron Maiden: Infinite Dreams – The Official Visual History", podsumowująca 50 lat kariery zespołu oraz film dokumentalny dedykowany historii Iron Maiden, wyprodukowany przez Universal Pictures. 
Na pierwsze 32 koncerty zabukowane na 2025 rok w Europie, sprzedano znacznie ponad milion biletów. Europejski etap trasy obfitował w największą ilość wyprzedanych koncertów stadionowych w dotychczasowej historii sekstetu. Koncert na Stadionie Olimpijskim w Londynie, przeszedł do historii jako największy samodzielny występ grupy w UK, oraz najpotężniejszy pojedynczy koncert Iron Maiden na stadionie sportowym. 28 czerwca 2025 roku zespół oklaskiwało ponad 80 tys. widzów. Ostatecznie wszystkie 32 koncerty europejskiego odcinka tournee 2025 zgromadziły aż 1,426 mln fanów, co przełożyło się na rekordową średnią 44,5 tys. co koncert.

## Przygotowania
Powiązana z obchodami złotego jubileuszu trasa europejska, zapowiedziana na 2025 rok, przyniosła jeden z największych rozkładów koncertów stadionowych (typu otwartego i zamkniętego) oraz  plenerowych w dotychczasowej historii tego typu przedsięwzięć formacji. Po raz pierwszy wynajęto wiedeński Ernst-Happel Stadion, London Stadium w stolicy UK, Viking Stadion w Stavanger,  Stadio Euganeo w Padwie, Malahide Castle Park w Dublinie, Co-op Live Arena w Manchesterze czy Veltis Arena w Gelsenkirchen. Na dwa koncerty z rzędu wynajęto stadion 3Arena w Sztokholmie. Drugi raz w karierze grupy wynajęto PGE Narodowy w Warszawie, frankfurcki Deutsche Bank Park, Paris La Défense Arena, Burgerweide w Bremie, Estadio Metropolitano w Madrycie, Royal Arena w Kopenhadze, Dahls Arena w Trondheim czy praski Letnany Airport. Trzeci raz Iron Maiden mieli zagrać na Cannstatter Wasen Park w Stuttgarcie, po raz trzeci wynajęto berliński Waldbühne Park zaś po raz piąty planowano koncerty na Stadionie Olimpijskim w Helsinkach  i GelreDome w Arnhem. Rekordowy, ósmy raz zabukowano sprawdzony Hallenstadion w Zürichu. Po raz jedenasty w historii Iron Maiden zostali headlinerami belgijskiego "Graspop Festival". Ze względu na bezprecedensowy poziom zainteresowania podwojono daty w Budapeszcie, Berlinie oraz Paryżu. Teoretycznie 32 koncerty były w stanie zgromadzić ponad milion widzów. 
Odnośnie repertuaru i przygotowań oprawy tournee wypowiedzieli się kluczowi członkowie kierownictwa grupy. Według Bruce’a Dickinsona: Przyszły rok będzie dla Iron Maiden wyjątkowy, a my chcemy dać naszym fanom niezapomniane przeżycia na żywo. To trasa, która wywoła uśmiech na Twojej twarzy i okrzyk radości w gardle. Jeśli widzieliście nas już wcześniej, przygotujcie się na zupełnie nowy poziom doświadczeń.
Manager Rod Smallwood opisywał przygotowania do trasy następująco: W 2025 roku Maiden będzie obchodzić 50 lat, ja jestem z nimi od 46-ciu, bowiem od sierpnia 1979 roku sprzedaliśmy znacznie ponad 100 milionów albumów na całym świecie, grupa zagrała prawie 2560 koncertów w 64 krajach dla niezliczonych milionów fanów, a mimo to nadal uwielbiamy każdą chwilę i traktujemy każdą trasę jako nowe wyzwanie, aby zaoferować fanom coś wyjątkowego i ekscytującego. Na tej wyjątkowej trasie damy z siebie absolutnie wszystko! Zagramy klasyki oraz uwielbiane przez fanów utwory z pierwszych dziewięciu albumów, od Iron Maiden po Fear of the Dark; wiele z nich nie było granych od lat i wielu z nich prawdopodobnie nigdy więcej nie zagramy. Ciężko pracujemy nad tym spektaklem od miesięcy, tworząc jeszcze bardziej widowiskowy i dopracowany show, który sprawi iż utwory nabiorą nowego życia, jak nigdy do tej pory. To będą potężne dwa lata dla Iron Maiden i oczywiście dla Eddiego, a my jesteśmy podekscytowani tym wszystkim, co mamy dla Was w zanadrzu na lata 2025 – 2026.
Twórca i naczelny kompozytor formacji, Steve Harris dodał: Powszechnie znane jest moje zamiłowanie do piłki nożnej i wieloletnie zaangażowanie na rzecz klubu West Ham United. Koncert na Stadionie Olimpiskim w Londynie to prawdziwy powrót do domu i nasz wielki dzień, będzie to również największy, indywidualny show Iron Maiden w UK, nie licząc występów festiwalowych.
W oficjalnym biogramie grupy trasę Run for Your Lives opisano następująco: Wraz z 50-tą rocznicą w tle zbliża się trasa Run For Your Lives, obiecując wypełnić horyzont i dorównać gigantycznej skali prawdziwie niezrównanego półwiecza. To ogólnoświatowa trasa stadionowa zorganizowana tak, aby rozpalić wyobraźnię i kontynuować nieustanne zaangażowanie Maiden w osiąganie coraz wyższych szczytów, z zestawem utworów i produkcją zaprojektowaną tak, aby zachwycić fanów każdego pokolenia: światowe uczczenie przeszłości, teraźniejszości i wiecznie żywej legendy, jaką jest Iron Maiden.
Zespół zabukował jedne z największych obiektów koncertowych w swojej karierze, tournee zostało zaprojektowane jako najbardziej spektakularne w całej, 50 - letniej karierze brytyjskiej formacji. Kierownictwo grupy poprosiło fanów aby unikali zbyt intensywnego filmowania nadchodzącej trasy. 

## Film dokumentalny i książka
14 marca 2025 r. Universal Pictures Content Group ogłosili światową premierę oficjalnego filmu dokumentalnego dedykowanego Iron Maiden. Dzieło zawierało ekskluzywne wywiady z byłymi i obecnymi członkami zespołu, nigdy wcześniej niepublikowane materiały filmowe oraz ożywiało maskotkę Eddiego za pomocą spektakularnej animacji 3D. Universal Pictures Content Group otrzymali globalne prawa, a Universal Pictures International odpowiadałi za dystrybucję kinową filmu na całym świecie, wstępnie zaplanowaną na jesień 2025 r., co zbiegało się z 50-tą rocznicą istnienia zespołu. Oficjalny dokument został wyreżyserowany przez Malcolma Venville’a (znanego z „Churchill at War”), zaś wyprodukowany przez Dominica Freemana (m.in. „Spirits in the Forest – A Depeche Mode Film”). Helen Parker, Executive Vice President w Universal Pictures Content Group, pełniła funkcję producenta wykonawczego. 50-letnią historię Iron Maiden, opowiedziano z perspektywy zespołu oraz najbardziej oddanych zwolenników – od wieloletnich superfanów po uznane postacie ze świata filmu i muzyki, takie jak Javier Bardem, Lars Ulrich czy Gene Simmons. Twórcy przeanalizowali ruch kulturowy, który Iron Maiden pomógł ukształtować, oraz trwałe dziedzictwo zarówno formacji utrwalone zarówno w muzyce, jak i subkulturze odbiorców, kwestionując stereotypowe postrzeganie szerszego znaczenia muzyki rockowej i heavy metalu dla współczesnej kultury.  
Również w marcu oficyna wydawnicza Thames & Hudson ogłosiła publikację książki "Iron Maiden: Infinite Dreams – The Official Visual History", będącej wizualnym uczczeniem pierwszych 50 lat Iron Maiden, w ramach której opisano ewolucję najbardziej prestiżowego zespołu heavy metalowego, weraz z niezrównanym wkładem członków zespołu i kierownictwa jedenego z najbardziej wpływowych i najlepiej sprzedających się zespołów w Wielkiej Brytanii, który stał się największym zespołem metalowym na świecie. Uporządkowana chronologicznie "Iron Maiden: Infinite Dreams", przynosi historię grupy od pierwszych koncertów w pubach w 1975 r. i pierwszego kontraktu płytowego w 1979 r., poprzez nagrywanie i reakcję na przełomowe albumy, w tym debiutanckiego albumu, światowego przełomu z 1982 r. w postaci The Number of the Beast i podbijającego stadiony Seventh Son Of A Seventh Son, aż po podwójny album Senjutsu z 2021 r. i nadchodzącą trasę Run for Your Lives World Tour.

## Setlista

### 2025/26[18]
1. Introdukcja:  „The Ides of March” (z albumu Killers, 1981)
2. „Murder in the Rue Morgue” (z albumu Killers, 1981)
3. „Wrathchild” (z albumu Killers, 1981)
4. „Killers” (z albumu Killers, 1981)
5. „Phantom of the Opera” (z albumu Iron Maiden, 1980)
6. „The Number of the Beast” (z albumu The Number of the Beast, 1982)
7. „The Clairvoyant” (z albumu Seventh Son of a Seventh Son, 1988)
8. „Powerslave” (z albumu Powerslave, 1984)
9. „2 Minutes to Midnight” (z albumu Powerslave, 1984)
10. „Rime of the Ancient Mariner” (z albumu Powerslave, 1984)
11. „Run to the Hills” (z albumu The Number of the Beast, 1982)
12. „Seventh Son of a Seventh Son” (z albumu Seventh Son of a Seventh Son, 1988)
13. „The Trooper” (z albumu Piece of Mind, 1983)
14. „Hallowed Be Thy Name” (z albumu The Number of the Beast, 1982)
15. „Iron Maiden” (z albumu Iron Maiden, 1980)

Bisy:
Introdukcja:  „Churchill's Speech” (z albumu Live After Death, 1985)
1. „Aces High” (z albumu Powerslave, 1984)
2. „Fear of the Dark” (z albumu Fear of the Dark, 1992)
3. „Wasted Years” (z albumu Somewhere in Time, 1986)

## Oprawa trasy
Zgodnie z zapowiedziami managementu oprawa trasy Run for Your Lives Tour przynosiła najbardziej radykalną zmianę w 50-letniej historii grupy. Oprawa tournee okazało się pierwszym w historii grupy przedsięwzięciem multimedialnym, opartym na siedmiu ekranach immersyjnych różnej wielkości. Zostały one wbudowane w konstrukcję estrady, rozmieszczone na jej skrzydłach, zaś w głębi sceny, gdzie zwykle widniały panoramiczne backdropy, zainstalowano największy z ekranów o wymiarach 25 na 10 metrów. Nad estradą zawieszano również jedną z największych ramp świateł, jakie kiedykolwiek muzycy używali w swojej karierze. Obejmowała ona całą szerokość konstrukcji i składała się z najnowocześniejszych modułów w postaci wielokolorowych reflektorów LED, ponad setki ruchomych głów oświetleniowych, szperaczy, rzutników, laserów, i wielu innych urządzeń. Sama estrada zachowała dotychczasową konstrukcję, która była znacznie szersza, zaś rampy zostały zawieszone znacznie wyżej. Również boczne ekrany wieńczyły rampy ukrywające rozmaite reflektory, wliczając w to rzędy białych jupiterów nad ekranami i dolną konstrukcją sceniczną. Potężne reflektory punktowe zainstalowano wokół całej estrady, stanowiska FOH oraz na szczycie sceny. Zespół jednak nie zrezygnował z wielu tradycyjnych elementów jak częste zmiany garderoby przez Dickinsona, dwa warianty mobilnego Eddiego - nawiązujące do wizerunku maskotki widniejącego na plakacie trasy, oraz znanego z poprzednich tournees wcielenia Eddie Trooper, który próbował pojedynkować się z frontmanem. Nie zabrakło również rekwizytów nawiązujących do tradycyjnej formuły koncertów zespołu. Bruce pojawiał się estradzie m.in. w mundurze kawalerzysty, masce egipskiego kapłana, umundurowaniu khaki, stroju pilota RAF, skórzanej kurtce, w pelerynie i cylindrze, spoglądał na widownię zza krat celi, wymachiwał flagą Union Jack. 
Tym razem całkowicie zrezygnowano z nadmuchiwanych elementów scenografii, które z powodzeniem zostały zastąpione przez realistyczne wizualizacje i klipy stworzone przy wsparciu AI. Zgrane z tematami muzycznymi obrazy tworzyły rodzaj całościowego spektaklu do każdego utworu, przynosząc intrygującą interpretację poszczególnych kompozycji, wzbogaconą o efekty immersyjne, za pomocą których widz odnosił wrażenie realności. W trakcie wykonywania kompozycji "Iron Maiden", na ekranach ukazał się Eddie znany z okładki albumu Piece of Mind, który zdawał się dosłownie "wychodzić z ekranu". W trakcie koncertu wykorzystano szeroką paletę efektów pirotechnicznych o intensywności niespotykanej na żadnej z poprzednich tras zespołu. Show oszałamiało swoim rozmachem i pozwalało na ekspozycję repertuaru grupy w sposób korespondujący z najnowszymi trendami technologicznymi. Bruce Dickinson nazwał oprawę trasy mianem "game-changera".   

## Supporty

### 2025
- Avatar: support w Paryżu, Arnhem, Berlinie, Padwie, Stuttgarcie, Zürichu, Wiedniu, Bremie, Frankfurcie, Gelsenkirchen, Madrycie i Lizbonie oraz Warszawie[22].
- Halestorm: support w Budapeszcie, Pradze, Bratysławie, Trondheim, Stavanger, Kopenhadze, Sztokholmie, Helsinkach, Dessel, Dublinie oraz Londynie[22].
- The Raven Age: support w Birmingham, Dublinie, Glasgow, Londynie oraz Manchesterze[22].

## Personel trasy
Iron Maiden
- Bruce Dickinson – śpiew
- Dave Murray – gitara
- Adrian Smith – gitara, chórki
- Janick Gers – gitara
- Steve Harris – gitara basowa, chórki
- Simon Dawson – perkusja

Muzycy Dodatkowi
- Brend Diamond – instrumenty klawiszowe

Zarząd
- Rod Smallwood
- Andy Taylor
- Dave Shack dla Phantom Music Management.

Menadżerowie
- Rick Roskin (Creative Artists Agency (Ameryka Płn.))
- John Jackson (K2 Agency Ltd. (Reszta świata))

Obsługa trasy (The Killer Krew)
- Rod Smallwood, Steve Harris, Rod Stewart - Lockhard – Koncepcja trasy
- The Hangman Prod. – Produkcja i projekt scenografii

## Daty trasy
UWAGA! w wyniku aktualizacji danych, nazwy obiektów nie muszą się pokrywać ze stanem pierwotnym, znanym z materiałów prasowych grupy.
| Data            | Miasto              | Kraj       | Obiekt                          |
| Europa          | Europa              | Europa     | Europa                          |
| --------------- | ------------------- | ---------- | ------------------------------- |
| 27 maja 2025    | Budapeszt           | Węgry      | Papp László Budapest Sportaréna |
| 28 maja 2025    | Budapeszt           | Węgry      | Papp László Budapest Sportaréna |
| 31 maja 2025    | Praga               | Czechy     | Letňany Airport                 |
| 1 czerwca 2025  | Bratysława          | Słowacja   | Zimný štadión Ondreja Nepelu    |
| 5 czerwca 2025  | Trondheim           | Norwegia   | Dahls Arena                     |
| 7 czerwca 2025  | Stavanger           | Norwegia   | SR-Bank Stadion                 |
| 9 czerwca 2025  | Kopenhaga           | Dania      | Royal Arena                     |
| 12 czerwca 2025 | Sztokholm           | Szwecja    | 3Arena Stadion                  |
| 13 czerwca 2025 | Sztokholm           | Szwecja    | 3Arena Stadion                  |
| 16 czerwca 2025 | Helsinki            | Finlandia  | Stadion Olimpijski w Helsinkach |
| 19 czerwca 2025 | Dessel              | Belgia     | Festivalpark Stenehei           |
| 21 czerwca 2025 | Birmingham          | Anglia     | Utilita Arena                   |
| 22 czerwca 2025 | Manchester          | Anglia     | Co-op Live                      |
| 25 czerwca 2025 | Dublin              | Irlandia   | Malahide Castle Park            |
| 28 czerwca 2025 | Londyn              | Anglia     | London Stadium                  |
| 30 czerwca 2025 | Glasgow             | Szkocja    | OVO Hydro                       |
| 3 lipca 2025    | Belfort             | Francja    | Presqu’ile du Malsaucy          |
| 5 lipca 2025    | Madryt              | Hiszpania  | Riyadh Air Metropolitano        |
| 6 lipca 2025    | Lizbona             | Portugalia | MEO Arena                       |
| 9 lipca 2025    | Zurych              | Szwajcaria | Hallenstadion                   |
| 11 lipca 2025   | Gelsenkirchen       | Niemcy     | Veltins-Arena Stadion           |
| 13 lipca 2025   | Padwa               | Włochy     | Stadio Euganeo                  |
| 15 lipca 2025   | Brema               | Niemcy     | Burgerweide                     |
| 17 lipca 2025   | Wiedeń              | Austria    | Ernst-Happel-Stadion            |
| 19 lipca 2025   | Paryż               | Francja    | Paris La Défense Arena          |
| 20 lipca 2025   | Paryż               | Francja    | Paris La Défense Arena          |
| 23 lipca 2025   | Arnhem              | Holandia   | GelreDome Stadion               |
| 25 lipca 2025   | Frankfurt nad Menem | Niemcy     | Deutsche Bank Park              |
| 26 lipca 2025   | Stuttgart           | Niemcy     | Cannstatter Wasen Park          |
| 29 lipca 2025   | Berlin              | Niemcy     | Waldbühne Park                  |
| 30 lipca 2025   | Berlin              | Niemcy     | Waldbühne Park                  |
| 2 sierpnia 2025 | Warszawa            | Polska     | PGE Narodowy                    |

### Box Office
| Obiekt                              | Miasto / Festiwal                   | Sprzedaż Biletów Netto | Dochód Netto (USD) | FREKWENCJA * |
| Papp László Budapest Sportaréna     | Budapeszt                           | 28,000 (100%)          | 1,300,000          | 36,000       |
| Letňany Airport                     | Praga                               | 62,000 (100%)          | 4,700,000          | 80,000       |
| Zimný štadión Ondreja Nepelu        | Bratysława                          | 11,000 (100%)          | 800,000            | 15,000       |
| Dahls Arena                         | Trondheim / Trondheim Rocks         | 24,000 (100%)          | 2,500,000          | 26,000       |
| SR-Bank Stadion                     | Stavanger                           | 26,000 (100%)          | 2,100,000          | 30,000       |
| Royal Arena                         | Kopenhaga                           | 16,000 (100%)          | 1,300,000          | 22,000       |
| 3 Arena Stadion                     | Stockholm                           | 74,000 (100%)          | 7,000,000          | 90,000       |
| Stadion Olimpijski w Helsinkach     | Helsinki                            | 50,000 (100%)          | 3,600,000          | 60,000       |
| Festivalpark Stenehei               | Dessel / Graspop Metal Meeting      | 85,000 (100%)          | 14,000,000         | 85,000       |
| Utilita Arena                       | Birmingham                          | 15,500 (100%)          | 1,500,000          | 18,000       |
| Co-op Live                          | Manchester                          | 19,000 (100%)          | 1,700.000          | 26,000       |
| Malahide Castle Park                | Dublin                              | 26,000 (100%)          | 2,200,000          | 30,000       |
| London Olympic Stadium              | Londyn                              | 80,000 (100%)          | 6,500,000          | 85,000       |
| OVO Hydro                           | Glasgow                             | 13,000 (100%)          | 1,300,000          | 16,000       |
| Presqu’ile du Malsaucy              | Belford / Eurockéennes Festival     | 35,000 (100%)          | 3,700,000          | 40,000       |
| Estadio Metropolitano               | Madryt                              | 60,000 (100%)          | 5,500,000          | 80,000       |
| MEO Arena                           | Lizbona                             | 18,000 (100%)          | 1,300,000          | 25,000       |
| Hallenstadion                       | Zürich                              | 13,300 (100%)          | 1,300,000          | 18,000       |
| Veltins-Arena Stadion               | Gelsenkirchen                       | 56,000 (100%)          | 3,700,000          | 70,000       |
| Stadio Euganeo                      | Padwa                               | 42,000 (100%)          | 4,000,000          | 50,000       |
| Burgerweide Park                    | Brema                               | 55,000 (100%)          | 3,500,000          | 66,000       |
| Ernst-Happel-Stadion                | Wiedeń                              | 55,000 (100%)          | 3,500,000          | 65,000       |
| Paris La Défense Arena              | Paryż                               | 80,000 (100%)          | 5,400,000          | 92,000       |
| GelreDome Stadion                   | Arnhem                              | 36,000 (100%)          | 3,000,000          | 43,000       |
| Deutsche Bank Park                  | Frankfurt                           | 48,000 (100%)          | 3,800,000          | 65,000       |
| Cannstatter Wasen Park              | Stuttgart                           | 55,000 (100%)          | 5,800,000          | 71,000       |
| Waldbühne Park                      | Berlin                              | 45,000 (100%)          | 3,600,000          | 50,000       |
| PGE Narodowy                        | Warszawa                            | 58,500 (100%)          | 4,000,000          | 72,500       |
| SUMA (Indywidualne / Ogół): 32 / 32 | SUMA (Indywidualne / Ogół): 32 / 32 | 1,186,000 / 100%       | 103,000,000        | 1,426,500    |

* Dane dotyczą ostatecznej liczby uczestników w odniesieniu do maksymalnej pojemności obiektów z uwzględnieniem zaproszonych gości, wolontariuszy, darmowych uczestników imprez oraz posiadaczy biletów udostępnianych poza głównymi kanałami dystrybucji. W zależności od lokalizacji koncertu tzw. dane brutto mogą się znacznie różnić od wartości wyjściowych.